# اندیس زفره-۱
زفره-۱ یک اندیس مصالح ساختمانی است که در حوالی شهر کوهپایه استان اصفهان قرار دارد و مادهٔ معدنی موجود در آن، گرانیت است.  